# Gépzongora (regény)
A Gépzongora (angolul: Player Piano) Kurt Vonnegut 1952-ben megjelent első regénye. A regény 1954-es kiadásának a címe Utopia 14 és ezt követve az első magyar fordítás is Utópia 14 címmel jelent meg 1972-ben, majd Utópia címmel 1993-ban. Az első magyar fordítás szövege azonban még cenzúrázott volt, a cenzúrázatlan változat 2006-ban jelent meg először, a regény első kiadásának címét alapul véve Gépzongora címmel.

## Történet
|  | Alább a cselekmény részletei következnek! |

Vonnegut első regényének központjában a modern technika uralta jövő és az ennek eljövetelét előmozdító, elitista és öntelt mérnöktársadalom áll. A mérnökök minden munkafolyamatot automatizálnak, minden a gépek felügyelete alatt áll, de azt, hogy ezzel az embereket megfosztják a hasznosság érzésétől, már nem veszik figyelembe. Felfogásuk szerint a mérnökökön kívül mindenki felesleges, ugyanakkor mindenkinek hálát kell éreznie az életet „megkönnyítő” mérnökök iránt. E kiváltságos technokraták egyike, az Ilium Művek mérnöke, Paul Proteus szembesül az egyszerű emberek és önnön boldogtalanságával, egyszersmind a gyárban végzett munka általánosan elidegenítő jellegével. Csatlakozik egy kialakulóban lévő mérnökellenes forradalomhoz, majd a mozgalom egyik vezetője lesz. A felkelők sikeresen elfoglalják Ilium városát, szétverik a gépeket, majd – immár hasznos elfoglaltságot találván maguknak – szép sorban megjavítják őket. Ezzel aztán kezdetét veszi a „szép, új világ” újbóli felépítése: a gépromboló forradalom elbukott. Ebben az első regényében a General Electric embertelen világában tapasztalt élményeit dolgozta fel antiutópisztikus módon, s bár a könyv végkifejlete reménytelenséget, kiúttalanságot sugall, a kezdő író szellemessége, nyelvi fordulatai és antropológián edzett emberismerete, társadalomelemző vénája már itt is megmutatkozik.
A regény mellékszála ugyanezt a történetet egy külső szemlélő, a bratpuhri sah szemszögéből meséli el. A sah szemszögéből nézve is ugyanazok a problémák válnak nyilvánvalóvá, amelyekkel Paul Proteus a rendszert belülről ismerve szembesül.
|  | Itt a vége a cselekmény részletezésének! |

## Megjelenések

### Angol nyelven
1. Player Piano, Scribner, 1952[4]
2. Utopia 14, Bantam, 1954[4]
3. Player Piano, Holt, 1966[4]

### Magyarul
1. Utópia 14; ford. Vajda Gábor, utószó Kuczka Péter; Kossuth, Bp., 1972 (Fantasztikus sorozat)
2. Utópia; ford. Vajda Gábor; Totem, Bp., 1993
3. Gépzongora; ford. Molnár István; Maecenas, Bp., 2006
4. Gépzongora, Magyar Helikon Könyvkiadó, Budapest, 2013, ford.: Molnár István[5]